# SxM
SxM è il primo album in studio del gruppo musicale italiano Sangue Misto, pubblicato nel 1994 dalla Century Vox.
L'album è presente nella classifica dei 100 dischi italiani più belli di sempre secondo Rolling Stone Italia alla posizione numero 25 ed è ritenuto una pietra miliare dell'hip hop italiano.

## Descrizione
Il disco è stato prodotto a Bologna tra via Irnerio 18 e il grattacielo Massarenti, registrato presso il Fonoprint Studio e pubblicato originariamente dalla Century Vox, etichetta molto attiva per l'hip hop italiano negli anni pionieristici. Lo stile musicale, curato da DJ Gruff, si avvicina all'East Coast hip hop statunitense, sebbene conservi una forte dose di originalità. A questo si associano rime ironiche e metriche fantasiose da parte di Neffa e Deda, due tra i pionieri dell'hip hop in Italia.
Tra le tracce da segnalare Lo straniero, che porta allo scoperto sentimenti di estraneità nei confronti della società italiana, Manca Mone, ironica traccia sulla scarsità di mezzi economici, La porra, celebrazione della marijuana, e l'inno Cani sciolti. Del brano Senti come suona venne realizzato anche un video, inserito anche in una videocassetta di Radio Deejay.
Nel 2005 l'album è stato ristampato dall'etichetta indipendente Minoia Records, che aveva acquistato il master e i diritti del disco a insaputa dei Sangue Misto (i quali non ne erano proprietari); rispetto alla versione originale, l'album è stato rimasterizzato ed è stata modificata la copertina. Il 17 febbraio dell'anno seguente anche la Minoia Records ha ripubblicato un'edizione rimasterizzata dell'album (anch'essa con una copertina differente), sebbene gli stessi autori del disco negarono di aver dato il permesso di stamparla, dicendo addirittura di non essere stati interpellati. Nel 2018 il disco viene ristampato ufficialmente in vinile dall'etichetta Tannen Records per la prima volta dopo ventiquattro anni dalla sua prima uscita, con l'aggiunta di una versione deluxe contenente un poster ufficiale del tour dell'album del 1995.

## Tracce
Testi e musiche di Giovanni Pellino e Andrea Visani.
1. SxM (Intalavalvaunta) – 1:39
2. Clima di tensione – 4:04
3. Lo straniero (Hardcore Remix) – 4:10
4. La parola chiave – 4:29
5. Cani sciolti – 4:55
6. Senti come suona – 4:02
7. La porra – 6:31
8. In dopa – 5:00
9. Manca mone – 4:29
10. Piglia male – 4:34
11. Fattanza blu – 5:12
12. La notte – 4:24

## Formazione
Gruppo
- Deda – voce, basi
- Neffa – voce, basi
- DJ Gruff – basi, voce

Altri musicisti
- Gopher D – voce aggiuntiva (traccia 4)
- Carrie D – voce aggiuntiva (traccia 6)
- Guglielmo Pagnozzi – sassofono contralto (tracce 6 e 12)
- Antonio "Etti Panetti" Gabriele – chitarra (traccia 7)
- Soulee B B – voce aggiuntiva (traccia 8)
- Aldo Kavalla Kavalla Vignocchi – voce aggiuntiva (traccia 10)

Produzione
- Sangue Misto – produzione, ingegneria del suono
- Jamaica – ingegneria del suono
- Nicola "Speaker Dee Mò" Peressoni – design